# Loïc Fior
Pour les articles homonymes, voir Fior.
Pas d'image ? Cliquez ici

a Compétitions nationales et continentales officielles uniquement.

Dernière mise à jour le 6 décembre 2018.
Loïc Fior, né le 20 novembre 1983 à Aire-sur-l'Adour (Landes), est un joueur de rugby à XV français qui évolue au poste de pilier (1,87 m pour 110 kg).
Il est le fils de Freddy Fior, ancien international junior de l'équipe de France et champion de France du groupe B avec Aire-sur-l'Adour en 1982, et le frère de Yann Fior, ailier passé par le Stade rochelais et le CA Brive.